# Рајнер Шитлер
Рајнер Шитлер (рођен 25. април 1976. у Корбаху, Немачка) је бивши немачки тенисер.

## Каријера
Професионалну каријеру је започео 1995. године. Највећи успех је остварио 2003. године када је играо у финалу гренд слем турнира на Отвореном првенству Аустралије. Шитлер је такође освојио сребрну медаљу у конкуренцији парова на Олимпијским играма 2004. У каријери је освојио четири турнира у појединачној и исто толико у конкуренцији парова. Најбољи пласман на АТП листи остварио је у априлу 2004, када је био пети тенисер света.

## Гренд слем финала

#### Појединачно: 1 (0-1)
| Исход | Турнир                        | Година | Подлога | Противник у финалу | Резултат      |
| Пораз | Отворено првенство Аустралије | 2003   | Тврда   | Андре Агаси        | 2:6, 2:6, 1:6 |

## АТП Мастерс финала

#### Појединачно: 1 (0-1)
| Исход | Година | Турнир      | Противник      | Резултат      |
| Пораз | 2004   | Монте Карло | Гиљермо Корија | 2–6, 1–6, 3–6 |